# Dockermütze

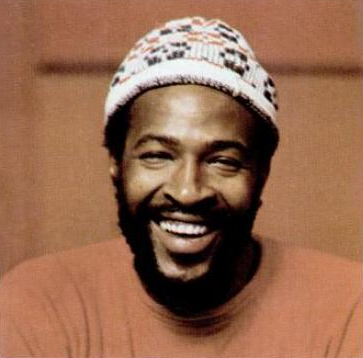
Marvin Gaye (1973) mit einer Dockermütze

Die Dockermütze (auch Seemannsmütze, Walfänger, Sailorcap und Arbeitermütze genannt) ist eine Kopfbedeckung, die auf die Dockarbeiter zurückgeht. Ihre Besonderheit ist, dass sie nur den Kopf, aber die Ohren nicht oder nur halb bedeckt. Sie wird aus verschiedenen Materialien hergestellt, etwa aus Wolle, Merinowolle, Polyester, Fleece, Kaschmirwolle oder auch Leder. Auf dem meist umgeschlagenen Rand ist nicht selten das Logo des Herstellers oder ein Slogan eingestickt, wie z. B. Carhartt, Kangol, und Mayser.
Der Begriff entstammt der deutschen Sprache und bezieht sich auf die Dockarbeiter (Hafenarbeiter), die diese Mütze vornehmlich trugen bzw. heute noch tragen.
Das ursprüngliche Material Wolle oder Baumwolle passte sich durch Schweiß, Hitze und Wasser immer mehr der Kopfform an, so dass die Mütze so gut wie nie vom Kopf fiel. Versionen mit einem Verstellriegel auf der Rückseite hat es deswegen nie gegeben.